# 毛叶崖爬藤
毛叶崖爬藤（学名：Tetrastigma obtectum var. pilosum）为葡萄科崖爬藤属崖爬藤的变种。分布在中国大陆的湖南、河南、云南、四川、湖北等地，生长于海拔300米至2,550米的地区，多生长在林下和山坡崖石上，目前尚未由人工引种栽培。